# Золотолистник жовтіючий
Золотолистник жовтіючий (Homalothecium lutescens) — вид мохів порядку гіпнобрієвих (Hypnales).

## Поширення
Ареал охоплює такі частини світу: Європа, Північна Америка, Азія.
Вид воліє мешкати на сухих, сонячних і багатих вапном ґрунтах, його також можна знайти на скелях у відкритих вапнякових і лавових купах і на корі. Тому напівсухі луки з певним вмістом вапна в ґрунті є основними місцями. Там мох може утворювати великі чисті популяції. Рідко зустрічається епіфітно на деревах.

## Характеристика

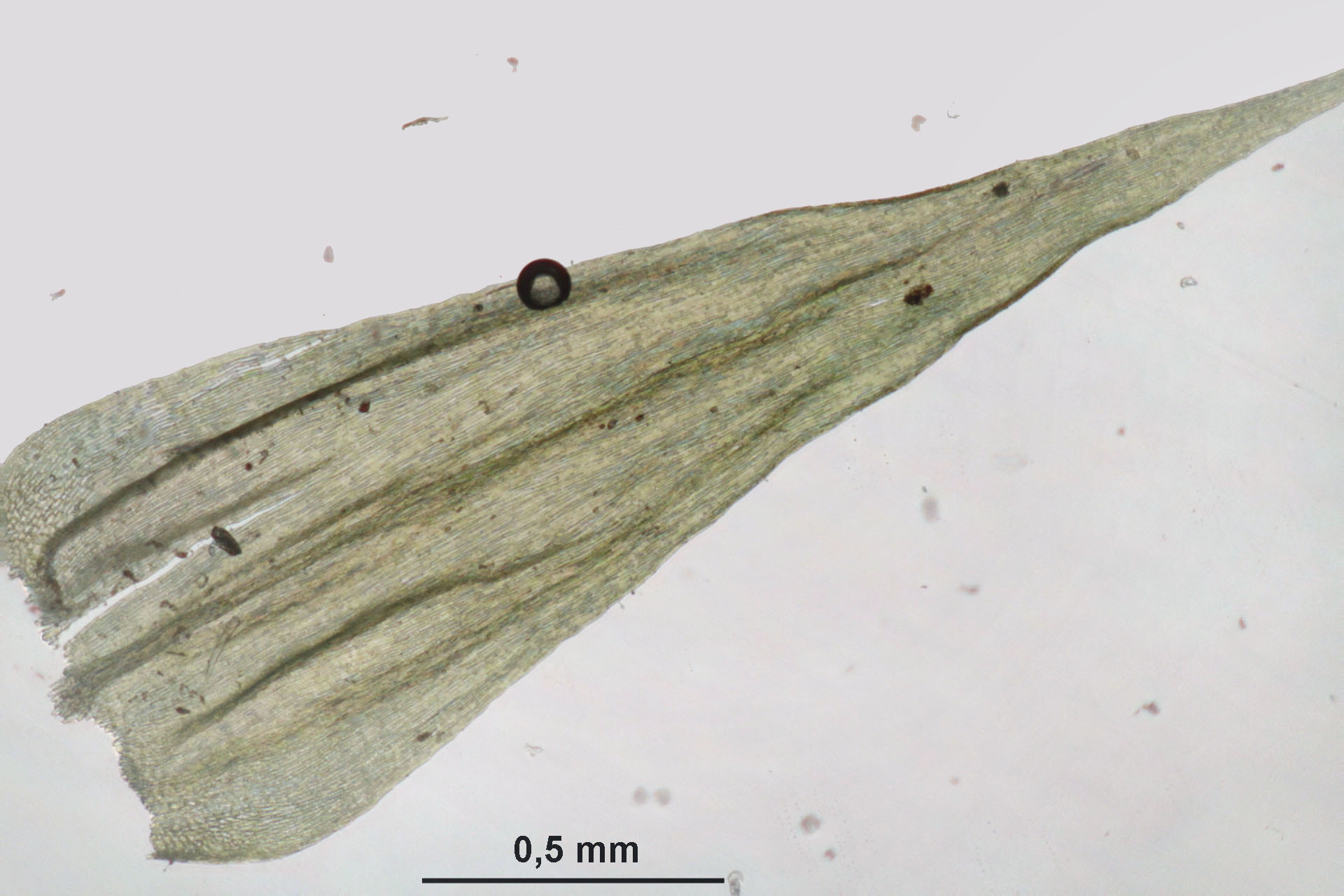

Сильні рослини довжиною до 15 см жовто-зелені або свіжо-зелені, нерівномірно розгалужені. Гілки моху сяють, коли висохнуть. Стебла прилягають до субстрату своєю основою за допомогою кількох ризоїдів. Щільно зібрані листки трикутно-ланцетної форми, сильно поздовжньо складені (зазвичай 4 чіткі поздовжні складки, які можна побачити в лупу) і неправильно дрібно зубчасті по краю. Листкова жилка зазвичай досягає трьох чвертей листа. Дозрівання спор навесні відбувається порівняно рідко. Червонувато-коричнева, пряма, бородавчасто-шорстка коробочкова ніжка містить спорову коробочку від світло-коричневого до коричневого кольору, яка має яйцювату або коротко-циліндричну форму та є горизонтальною або злегка нахиленою.